# Maria Schüler
Maria Schüler (* 19. Juni 1939 in Großenhain) ist eine deutsche Hörspiel-Dramaturgin, Übersetzerin und Hörfunkmoderatorin.

## Leben
Nach dem Abitur in Großenhain studierte sie von 1957 bis 1962 an der Ernst-Moritz-Arndt-Universität in Greifswald Kunsterziehung und Germanistik für das Lehramt Oberstufe. Von 1962 bis 1966 war sie als Lehrerin an der Polytechnischen Oberschule Bützow in Mecklenburg tätig und wechselte danach in die Hauptabteilung Funkdramatik beim Rundfunk der DDR, wo sie im Lektorat der Hörspielabteilung zu arbeiten begann. Als Stipendiatin von Magyar Rádió, Budapest qualifizierte sie ihre ungarischen Sprachkenntnisse und gehörte zu den Gründungsmitarbeiterinnen der 1970 für den DDR-Hörfunk installierten Abteilung Internationale Funkdramatik, wo sie als Dramaturgin Hörspiele aus den Sprachbereichen Ungarn, Afrika und Asien verantwortete. In dieser Zeit hat sie ca. 60 ungarische und ebenso viele Stücke aus Afrika und Asien zur Sendung gebracht.
Ab Dezember 1989 brachte sich Maria Schüler als Redakteurin und Moderatorin von verschiedenen Frauensendungen in die Programme von Radio DDR und ab September 1990 bei Sachsen Radio Leipzig ein, organisierte im Februar 1991 unter dem Titel Nachbarn mitten in Europa eine zusammen mit dem Bayerischen Rundfunk im Polnischen Kultur- und Informationszentrum in Leipzig veranstaltete Osteuropa-Konferenz mit Gästen aus Warschau, Prag, Budapest, Pécs, Kiew und München und konzipierte für eine künftige Kulturwelle des Mitteldeutschen Rundfunks eine Osteuropa-Redaktion. Wie allen ihren Kollegen von Sachsen Radio, welches unter die Einrichtung nach Art. 36 des Einigungsvertrages fiel, wurde Maria Schüler zum 31. Dezember 1991 gekündigt.
Im Januar 1992 wurde Maria Schüler als Moderatorin und Redakteurin beim Mitteldeutschen Rundfunk eingestellt und arbeitete für das Hörfunkprogramm MDR KULTUR zunächst innerhalb eines wöchentlichen Europa-Magazins, später im Bereich Kultur aktuell. In ihren großformatigen Gesprächssendungen hatte sie Persönlichkeiten wie Péter Nádas, György Konrád, Imre Kertész, Adolf Muschg, Paul Parin, Kaća Čelan, Alexander Tisma oder Uri Avnery zu Gast. Nach einer Programmreform im Mai 1996 wurde ihr eine Tätigkeit als Feature-Redakteurin angeboten, die sie bis zum Ende ihrer Berufstätigkeit 2001 in einem mit dem ORB und SFB kooperierten Programm für Hörfunk-Dokumentationen ausübte.
Maria Schüler ist geschieden, hat einen Sohn und lebt in Berlin-Mitte.

## Hörspiele als Dramaturgin (Auswahl)
- 1970: Béla Balázs: Heimkehr, Regie: Helmut Hellstorff
- 1972: Rabindranath Tagore: Chitra, Regie: Peter Groeger
- 1976: Alexei Nikolajewitsch Arbusow: Altmodische Komödie, Regie: Peter Groeger
- 1976: Athol Fugard: Blutsband, Regie: Fritz Göhler
- 1980: Athol Fugard: Sizwe Bansi ist tot, Regie: Achim Scholz
- 1980: Ferenc Karinthy: Bösendorfer, Regie: Edith Schorn
- 1981: Urbán Gyula: Alle Mäuse mögen Käse, Regie: Ingeborg Medschinski
- 1982: Sei Kurashima: Das Läuten des Windglöckchens, Regie: Albrecht Surkau
- 1984: Ferenc Molnár: Liliom, Regie: Peter Groeger
- 1985: István Örkény: Familie Tót, Regie: Peter Groeger
- 1986: Mihály Vörösmarty: Csongor und Tünde, Regie: Laszlo Bozo
- 1987: Wole Soyinka: Der Häftling, Regie: Rainer Schwarz
- 1987: Jura Soyfer: Vineta, Regie: Peter Groeger
- 1989: Magda Szabó: Friedensschluss, Regie: Peter Groeger
- 1989: Vijay Tendulkar: Der leere Stuhl der Miss Shaku Dalvi, Regie: Beate Rosch

## Bearbeitungen und Übersetzungen von Hörspielen (Auswahl)
- 1967: Viktor Rosow: Klassentreffen (Hörspielbearbeitung), Regie: Uwe Haacke
- 1973: Kinoshita Junji: Der Abendkranich (Hörspielbearbeitung), Regie: Edith Märtin
- 1977: Harumi Setouchi: Nächtliche Stimmen (Hörspielbearbeitung), Regie: Helmut Hellstorff
- 1979: Bela Horgas: Der Pappelpalast (Übersetzung aus dem Ungarischen), Regie: Ingeborg Medschinski
- 1982: Erzsébet Galgóczi: Noch ist nicht aller Tage Abend (Übersetzung aus dem Ungarischen), Regie: Helmut Hellstorff
- 1985: Iván Mándy: Träum' schön, Mädel (Übersetzung aus dem Ungarischen), Regie: Ingeborg Medschinski
- 1988: Zsuzsa Vathy: Hotel Garni (Übersetzung aus dem Ungarischen), Regie: Beate Rosch
- 1989: György Spiró: Geplätscher (Übersetzung aus dem Ungarischen), Regie: Beate Rosch
- 2002: Pàl H Bàrdos: Der Nachtwächter (Übersetzung aus dem Ungarischen), Regie: Peter Groeger

## Radio-Features (Auswahl)
- 1996: Klari Csaba: Episode eines Krieges – Der ungarische Aufstand 1956  (Mitautorin, Übersetzerin), Regie: Sabine Ranzinger, MDR
- 1997: Wolfgang Knape: Gärtner der englischen Königin oder: Ein Sachse im Glück  (Redakteurin), Regie: Hannelore Hippe, MDR
- 1997: Gerhard Rentzsch: Sie haben Ragtime gespielt – Die Titanic-Legende (Redakteurin), Regie: Jürgen Dluzniewski (MDR) als Hörbuch D>A<V 2000, ISBN 9783898130790[5]
- 1998: Oksana Bulgakowa: Eine Nacht im Kreml – Stalin, Eisenstein und Iwan der Schreckliche (Redakteurin), Regie: Rainer Schwarz, MDR
- 1998: Claudia Strauven: Taler, Taler, du musst wandern – Ersatzwährungen in unserer Zeit  (Redakteurin), Regie: Waclaw Stawny, MDR
- 1998: Barbara Felsmann: Leben von einem zum anderen Tag – Die Bürstenmacherfamilie Steinbrück  (Redakteurin), Regie: Karin Hutzler, MDR
- 1998: Ed Stuhler: Drei Töchter der DDR erzählen – Frauenprotokolle (Redakteurin), Regie: Jürgen Dluzniewski, MDR
- 1998: Ilse Ziegenhagen, Fritz Jahn: Hildegard von Bingen – Auf dem Weg zu einem Idol (Redakteurin), Regie: Nikolai von Koslowski, MDR
- 1998: Martina Krüger: Die Meistermacherin Jutta Müller – Ein Leben auf dem Eis (Redakteurin), Regie: Waclaw Stawny, MDR
- 1999: Ed Stuhler: Der Wunsch, geliebt zu werden, löst die Verwandlung aus – Lebenswelten der Gisela May (Redakteurin), Regie: Rainer Schwarz, MDR
- 1999: Claudia von Zglinicki: Mamsellchen und Geheimer Rat – Goethe und Christiane Vulpius (Redakteurin), Regie: Jürgen Dluzniewski, MDR
- 1999: Johannes Berger; Bodo Sperr: Nicht euer Wort, wir wollen eure Taten – Die Weimarer Nationalversammlung von 1918 (Redakteurin), Regie: Sabine Ranzinger, MDR
- 1999: Maria Schüler: Der Stacheldraht von Sopron – Ungarn öffnet seine Westgrenze (Autorin, Übersetzerin), Regie: Henry Bernhard, MDR[6][7]
- 1999: Johannes Berger: S'edles Gloos – Geschichten und Leute aus Lauscha (Redakteurin), Regie: Waclaw Stawny, MDR
- 1999: Ulrich Grober: Hochschule für Weitblick – Erkundungen in Tharandt (Redakteurin), Regie: Sabine Ranzinger, MDR
- 1999: Karin Ney: Musik ist, glaube ich, das Fundament meines Lebens – Artur Brauner singt (Redakteurin), Regie: Waclaw Stawny, MDR
- 2001: Thomas Wieck: Der Tod des Carl Friedrich Goerdeler – Ein Politiker im Dritten Reich (Redakteurin), Regie: Rainer Schwarz, MDR

## Auszeichnungen
- Aktivistin
- Orden Banner der Arbeit
- Medaille für Verdienste um die ungarische Kultur – Ungarisches Kulturministerium, 1984